# عنزب
العَنْزَب هو شجيرة خشبية أو شجرة صغيرة تطول حتى 9 أمتار. يوجد في جنوب الولايات المتحدة. تحتوي جميع أجزاء النبات على مادة صمغية تسمى Urshiol تسبب تهيج الجلد والأغشية المخاطية للإنسان. قد يتسبب استنشاق دخان النبات عند حرقه ظهورَ الطفح الجلدي على بطانة الرئتين، ما يسبب ألمًا شديدًا وربما صعوبة تنفسية قاتلة.